# 大森藤頼
大森 藤頼（おおもり ふじより、生年不詳 - 文亀3年11月2日（1503年11月20日）?）は、室町時代から戦国時代の武将。駿河大森氏当主。大森氏頼の次男で大森実頼の弟とされる。扇谷上杉家家臣。相模国小田原城城主。『寛政重修諸家譜』によれば、子に泰頼。

## 概説
兄の実頼が早世したため、父の氏頼が没した明応3年（1494年）前後に家督を継いだといわれる。氏頼没後の大森氏については不明確な点が多いため、藤頼の経歴も不明な点が多く、氏頼とかつて家督を争った大森憲頼の一派と内紛状態にあったともいわれる。官位は筑前守とも式部大輔ともされる。

## 小田原城陥落の時期
軍記物を通じて広く知られた逸話によると、氏頼の没後に伊勢新九郎盛時（北条早雲）が進物を贈るようになり、友好関係を装い藤頼に接近し、油断した藤頼が箱根山中鹿狩を許してしまったため、勢子に擬装した伊勢軍の奇襲を受け、小田原城を略取され追放されたといわれる。この事件が起きた年代については通説では、明応4年（1495年）とされているが、その翌年に書かれたとされる山内上杉家の上杉顕定の手紙には伊勢氏が大森氏（藤頼か?）を小田原城に攻めたが、三浦義同（道寸）らの援軍に敗れたとあり、伊勢氏が小田原城を奪ったのはそれ以後、文亀元年（1501年）までには奪取されたと考えられている。また、城の奪取に際し、藤頼と盛時にこのようなやり取りがあったかは不明である。

## 没年の時期
その後、藤頼は縁戚の三浦義同の支援を受けて大住郡実田城（真田城、現在の神奈川県平塚市）に逃れて戦ったが、明応7年（1498年）に敗れて自殺したといわれている。だが、その後も藤頼が生きていた（または真田城で自殺した大森某は藤頼とは別人）と言う説があり、大森氏の菩提寺であった静岡県小山町の乗光寺の記録では文亀3年（1503年）没とあり、こちらもはっきりとは分かっていない。